# Grmožur
Grmožur (serb. Грможур) – niewielka skalista wyspa położona na Jeziorze Szkoderskim, w północno-zachodniej części akwenu (w pobliżu wsi Vranjina), stanowiąca część terytorium Czarnogóry i nazywana Czarnogórskim Alcatrazem. W przeszłości nosiła też nazwę Ostrov zmija.
Na wyspie znajduje się kamienna twierdza z czasów osmańskich (zbudowana w 1843 roku) o powierzchni 430 m². 26 stycznia 1878 w czasie wojny z Turcją, została przejęta przez państwo czarnogórskie. W tym samym roku w twierdzy uruchomiono więzienie, które działało do 1912 roku, kiedy zostało przeniesione do Podgoricy. Większość osadzonych stanowili przeciwnicy polityczni króla Mikołaja I, w tym także studenci-spiskowcy. W 1905 twierdza doznała poważnych zniszczeń w wyniku trzęsienia ziemi. W okresie rządów Josipa Broza Tity w twierdzy osadzano więźniów politycznych.